# Лубенский детинец
Лубенский детинец — детинец древнерусского Лубена, ныне известного как Лубны (Полтавская область). Крепость была звеном Посульской оборонительной линии и находилась на стрелке мыса на правом берегу реки Сулы в черте современного города. Ныне городище древнего детинца именуется урочищем Верхний Вал.
Впервые крепость была упомянута в «Поучении» Владимира Мономаха в 1107 году. Древние укрепления сохранились очень плохо. В XVI—XVII веках магнаты Вишневецкие построили на городище Лубенскую крепость. Рядом расположено неукреплённое селище. Культурный слой содержит отложения роменской культуры, древнерусского (XI—XIII веков) и более позднего времени. Городище исследовалось В. Г. Ляскоронским и О. В. Сухобоковым. Ю. Ю. Моргунов предлагал отождествлять древнерусский Лубен с территорией Мгарского монастыря в 6 км к северу от Верхнего Вала.